# Piaggio Grillo

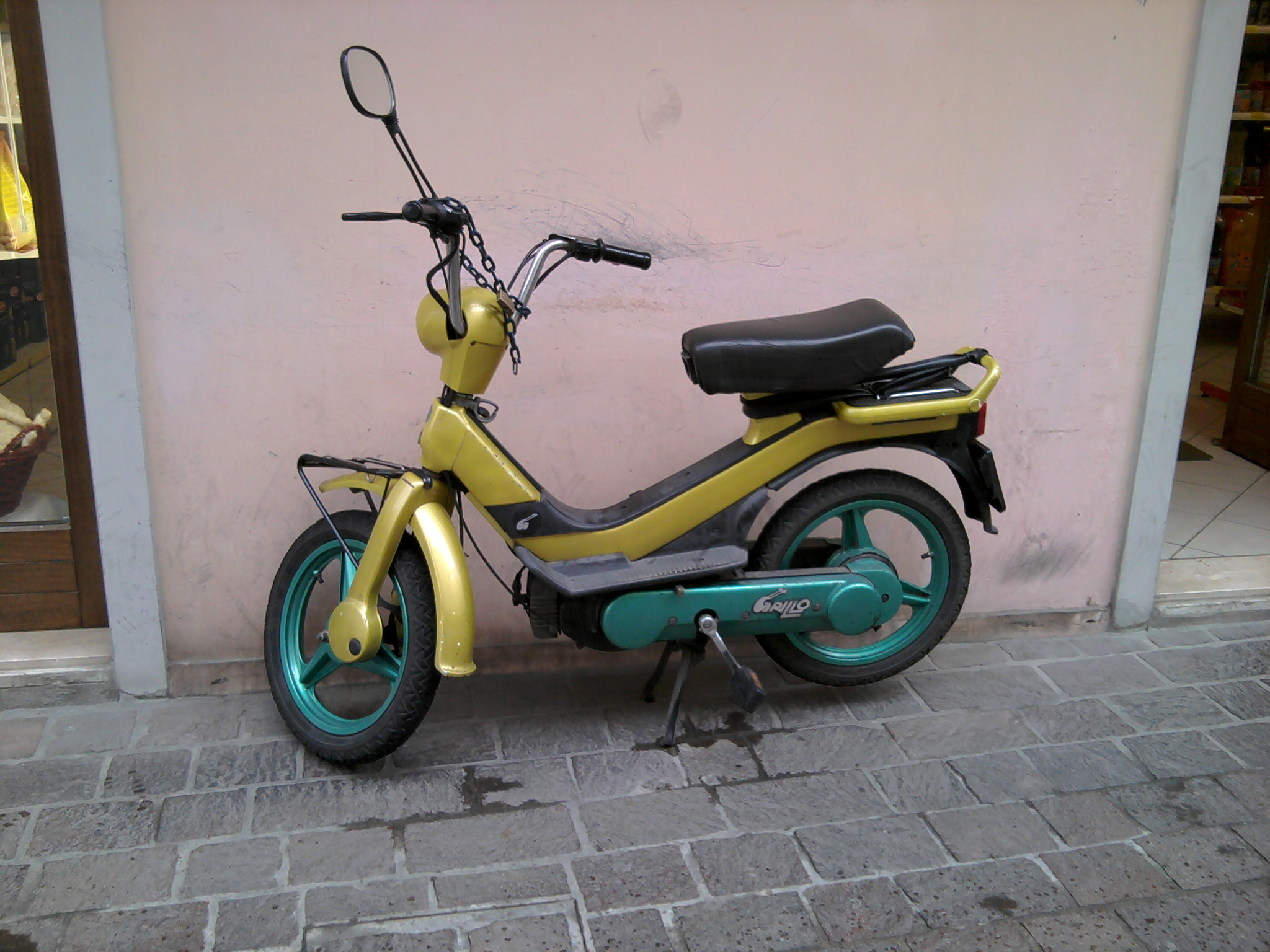
Piaggio Grillo

Das Piaggio Grillo war ein Mofa/Moped, das auf Basis des Piaggio Si von 1989 bis 1996 gebaut wurde. Es diente als Nachfolger des Piaggio Boss.
Es unterschied sich von der Ciao/Bravo/Si Reihe durch eine verbesserte Gabel und kleinere Rädern, 14 Zoll anstatt der 16 bzw. 17 Zoll bei den Speichenmodellen.